# Ділянка лісу (заповідні урочища)

## Створення
Заповідні урочища (65) «Ділянка лісу» – загальна кількість 65 об’єктів природно-заповідного фонду, що були оголошені рішенням Сумського Облвиконкому № 305    20.07.1972 року на землях Кролевецького, Лебединського, Краснопільського,  Светського, Середино-Богутського, Тростянецького лісгоспзагів. 
Адміністративне розташування - Кролевецький район, Тростянецький район, Лебединський район, Сумська область.

## Характеристика
Загальна площа – 347,2  га.
Об’єкти на момент створення були унікальними дубовими, сосновими, липовими, кленовими, ялиновими насадженнями, віком від 180 до 40 років.
Вся інформація про створення об'єктів ПЗФ взята із текстів зазначених у статті рішень обласної ради, що надані Державним управлянням екології та природних ресурсів Сумської  області Всеукраїнській громадській організації «Національний екологічний центр України»..

## Скасування
Станом на 1.01.2016 року жоден об'єкт з числа зазначених 65 не міститься в офіційних переліках територій та об'єктів природно-заповідного фонду, оприлюднених на Єдиному державному вебпорталі відкритих даних http://data.gov.ua/ [Архівовано 4 травня 2016 у Wayback Machine.]. Проте ні в Міністерстві екології та природних ресурсів України, ні у Департаменті екології та природних ресурсів Сумської обласної державної адміністрації відсутня інформація про те, коли і яким саме рішенням було скасовано даний об'єкт природно-заповідного фонду. Таким чином, причина та дата скасування на сьогодні не відома.